# Åke Brandes
Åke Ragnar Emil Brandes, född 22 oktober 1913 i Stockholm, död 26 januari 1988 i Hägersten, var en svensk musiker (trummor).
Åke Brandes kallades för ”Sveriges Gene Krupa”, och han var den förste i Sverige som använde hi-hat. Han spelade bland annat i orkestrar ledda av Seymour Österwall, Håkan von Eichwald, Gösta Törner och Lulle Ellboj. Brandes är begravd på Norra begravningsplatsen utanför Stockholm.

## Filmografi
- 1939 – Vi på Solgläntan
- 1941 – Gatans serenad
- 1941 – Hem från Babylon